# Škoda 504
Škoda 504 byl nákladní automobil o nosnosti 5 tun, vyráběný automobilkou ASAP v Mladé Boleslavi. Vyráběl se hlavně jako klasický valník, případně autobus. Výroba začala roku 1929 a skončila v roce 1935, vyrobilo se 43 těchto vozidel. Souběžně byla produkována také šestiválcová varianta Škoda 506.
Motor byl vodou chlazený řadový čtyřválec s rozvodem OHV. Měl objem 4 849 cm³ nebo 5 517 cm³, výkon byl 33–49 kW (45–66 koní). Vůz dosahoval rychlosti až 36 km/h.
Verze se sníženým rámem a prodlouženým rozvorem 504 N (též 504 NR) byla vhodná pro nástavbu autobusovou karoserií. Autobus 504 NR byl provozován například v Olomouci.